# Мала Удіна
Мала Удіна - стратовулкан, що знаходиться в центральній частині півострова Камчатка неподалік вулкана Велика Удіна. Розташований у Ключівській групі вулканів. Входить у східний вулканічний пояс. Вулкан згаслий, дату останнього виверження точно не визначено.
Вулкан Мала Удіна правильної форми, гострий, складений лавово-пірокластичними та пірокластичн ими утвореннями. Вершина вулкана зруйнована. Висота - 1945 м над рівнем моря. Вулкани Велика Удіна та Мала Удіна є найпівденнішими у Ключевській групі вулканів.